# هيكتور مانويل غونزاليس
هيكتور مانويل غونزاليس (4 مايو 1972 بإسمرالداس في الإكوادور - ) هو مدرب كرة قدم ولاعب كرة قدم إكوادوري في مركز الوسط. شارك مع منتخب الإكوادور لكرة القدم. أما مع النوادي، فقد لعب مع ليجا دي كويتو ونادي أوكاس ونادي أولميدو.

## وصلات خارجية
- هيكتور مانويل غونزاليس على موقع ناشيونال فوتبول تيمز (الإنجليزية)